# Spooky Two
Spooky Two è il secondo album degli Spooky Tooth. Il titolo dell'album è giocato sul suono simile tra tooth e two. L'album contiene la celebre canzone Better By You, Better Than Me, poi reinterpretata dai Judas Priest

## Tracce
1. Waitin' for the Wind 3:27 (Grosvenor, Harrison, Wright)
2. Feelin' Bad 3:47 (Kellie, Wright)
3. I've Got Enough Heartaches 4:32 (Kellie, Wright)
4. Evil Woman 9:33 (Weiss)
5. Lost in My Dream 4:42 (Wright)
6. That Was Only Yesterday 4:02 (Wright)
7. Better By You, Better Than Me 4:12 (Wright)
8. Hangman Hang My Shell on a Tree 5:15 (Wright)